# Врточе (Дрвар)
Врточе су насељено мјесто у Босни и Херцеговини, у општини Дрвар, које административно припада Федерацији Босне и Херцеговине. Према попису становништва из 2013. у насељу је живјело 825 становника.

## Географија
Врточе је село разбијеног типа. Дели се на више крајева: Каменица, Жупа, Подбрина, Заселак, Пасјак, Црљивица и Оташевац. Кроз село протиче река Унац.

## Споменици културе
Православна црква у Горњим Врточама је била спаљена 1941. године од стране усташа.

## Становништво
По попису из 1991. у селу је живело 1.582 становника (1.528 Срба, 50 Југословена и 3 Хрвата).
| Националност       | 2013. | 1991. | 1981. | 1971. | 1961. |
| Срби               | 809   | 1.528 | 1.405 | 1.325 | 1.196 |
| Југословени        |       | 50    | 121   | 3     |       |
| Хрвати             | 9     | 3     | 3     | 1     |       |
| Црногорци          |       |       | 1     | 1     |       |
| Муслимани          |       |       |       | 1     |       |
| Словенци           |       |       |       |       | 1     |
| остали и непознато | 7     | 1     | 1     | 10    |       |
| Укупно             | 825   | 1.582 | 1.531 | 1.341 | 1.197 |

| Демографија (Вртаче) | Демографија (Вртаче) | Демографија (Вртаче) |
| Година               | Становника           | Становника           |
| -------------------- | -------------------- | -------------------- |
| 1961.                | 1.197                |                      |
| 1971.                | 1.341                |                      |
| 1981.                | 1.531                |                      |
| 1991.                | 1.582                |                      |
| 2013.                | 825                  |                      |

## Знамените личности
- Милка Боснић, народни херој Југославије